# Ricanula nivisignata
Ricanula nivisignata är en insektsart som först beskrevs av Walker 1862.  Ricanula nivisignata ingår i släktet Ricanula och familjen Ricaniidae. Inga underarter finns listade i Catalogue of Life.